# جامعة نياقرا
جامعة نياجرا (بالإنجليزية: Niagara University)‏ هي جامعة كاثوليكية خاصة في التقاليد الفينيسية في لويستون في مقاطعة نياجرا، نيويورك. تضم نياجرا 3،300 طالب جامعي يدرسون في 50 برنامجًا أكاديميًا. ما يقرب من نصف الطلاب هم من المقيمين في حين أن النصف الآخر ينتقل من المنطقة المحيطة. تُعرف الكلية بمدرسة الفنون الحرة ولكنها تقدم برامج في التخصصات الفنية وما قبل المهنية أيضًا.
تقدم جامعة نياجرا أيضًا برامج في كندا تعمل بموجب موافقة خطية من وزير التدريب والكليات والجامعات. يقع الحرم الجامعي، المسمى جامعة نياجرا في أونتاريو، في مركز فوجان متروبوليتان ( فوجان، أونتاريو). البرامج هي: برنامج بكالوريوس الدراسات المهنية في التعليم، وهو معتمد من قبل كلية المعلمين في أونتاريو، وبرنامج ماجستير العلوم في التعليم.  وكذالك

## التصنيف العالمي
في عام 2017م احتلت جامعة نياجرا المرتبة رقم 44 من قبل يو إس نيوز آند وورلد ريبورت في فئة «الجامعات الإقليمية الشمالية».  صنفت المجلة أيضًا جامعة نياجرا في المرتبة التاسعة كأفضل مدارس ذات قيمة في نفس الفئة.  مع الأخذ في الاعتبار الجودة التعليمية، والقدرة على تحمل التكاليف، ونجاح الخريجين، صنّفت مجلة المال جامعة نياقرا كأفضل كلية أو جامعة في منطقة بوفالو نياقرا في عام 2017م، وذلك عندما يتعلق الأمر بتقديم أعلى قيمة مقابل دولار تعليمي للطالب.   صنّف فاينانس كيبلينقر برسونال جامعة نياقرا برقم 82 في قائمة المجلة التي تضم أفضل 100 جامعة من بين الجامعات الخاصة قبل كل المؤسسات الخاصة الأخرى في غرب نيويورك.  
تضع صحيفة يو إس نيوز أند وورلد ريبورت أيضًا جامعة نياجرا في المرتبة 25 كأفضل كليات للمحاربين القدامى. 

## أكاديميات
يمكن للطلاب الجامعيين اختيار مجال الدراسة في أي من الكليات الأكاديمية الأربعة في نياقرا. بالإضافة إلى كلية الآداب والعلوم وكلية إدارة الأعمال وكلية التربية وكلية الضيافة وإدارة السياحة، يتيح برنامج الاستكشاف الأكاديمي لجامعة نياقرا لطلاب السنة الأولى والثانية أخذ دورات في أقسام مختلفة قبل اتخاذ قرار بشأن التخصص، ومن أهم كلياتها:

### التعليم العالي
تقدم نياقرا حاليًا درجات الماجستير في إدارة الأعمال والاستشارات وإدارة العدالة الجنائية والتعليم والدراسات متعددة التخصصات وإدارة الرياضة. أطلقت الجامعة أيضًا درجة الماجستير في العلوم المالية عام 2014م. أُطلق برنامج الدكتوراه الأول للجامعة في عام 2011م. بالإضافة إلى برامج الدراسات العليا المقدمة في الحرم الجامعي الأمريكي، يتوفر برنامج الماجستير في القيادة التربوية بجامعة نياقرا في الحرم الجامعي الموجود في أونتاريو بكندا.

### إكمال التعليم
في السنوات الخمس الماضية، أدى تركيز نياجرا المتجدد على إثراء المجتمع والتنمية الإقليمية إلى زيادة كبيرة في عروض التعليم المستمر. حاليًا، يسجل أكثر من 1000 طالب سنويًا في الدورات التدريبية وبرامج الشهادات عبر الإنترنت. بالإضافة إلى الكتيبات نصف السنوية التي توزع في جميع أنحاء نياقرا فرونتير، يوفر موقع التعليم المستمر إمكانية الوصول إلى معلومات التسجيل عبر الإنترنت. ينسق قسم التعليم المستمر أيضًا أكاديمية تطبيق القانون في مقاطعة نياجرا للمقاطعة. تدرب هذه الأكاديمية ضباط الشرطة والمدنيين الذين يرغبون في دخول منطقة فرض القانون.

## معرض صور

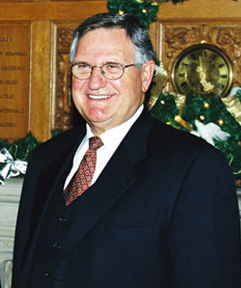
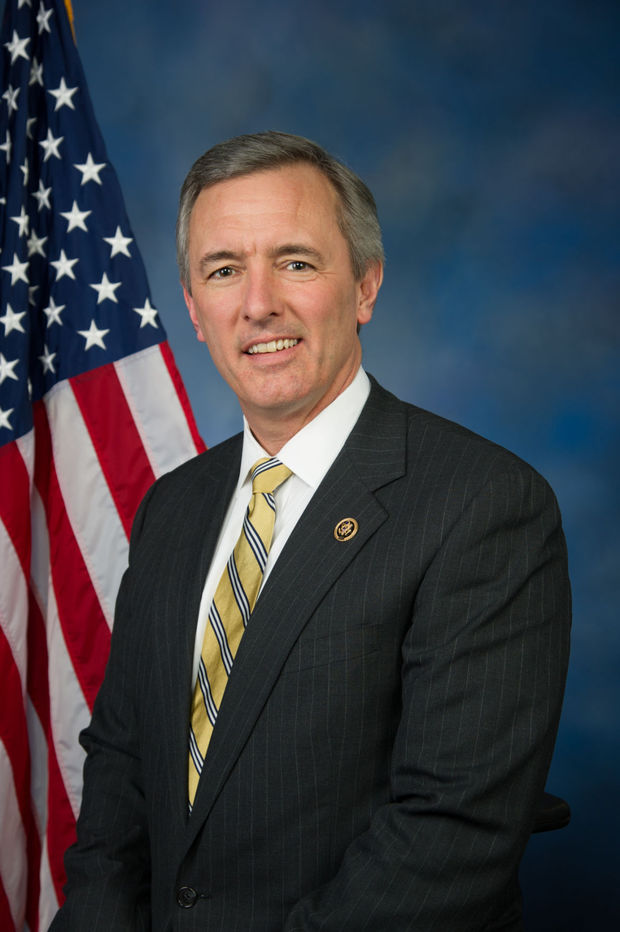
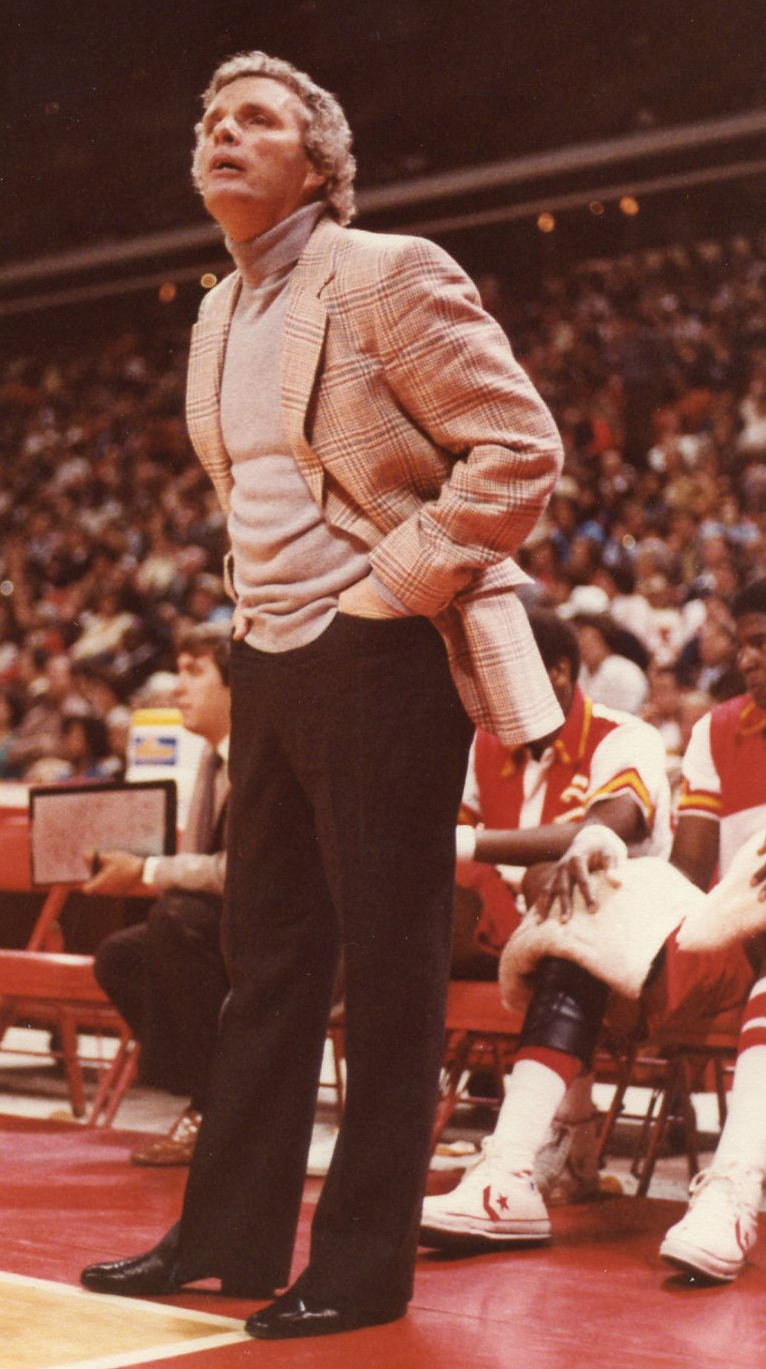
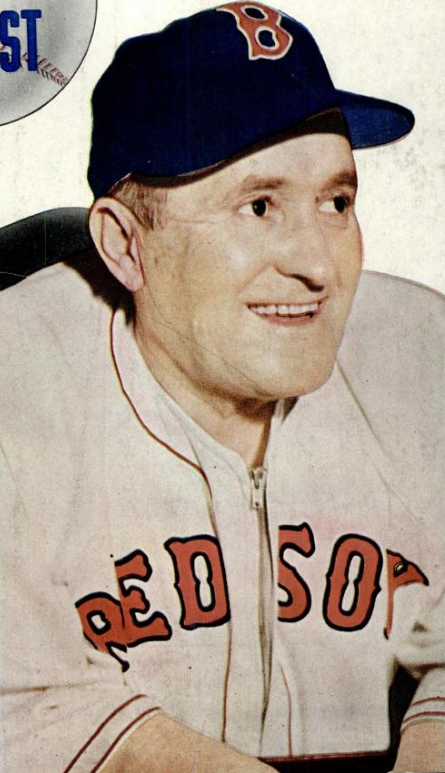

## روابط خارجية
- الموقع الرسمي
- موقع نياجرا للرياضة